# Guadalete

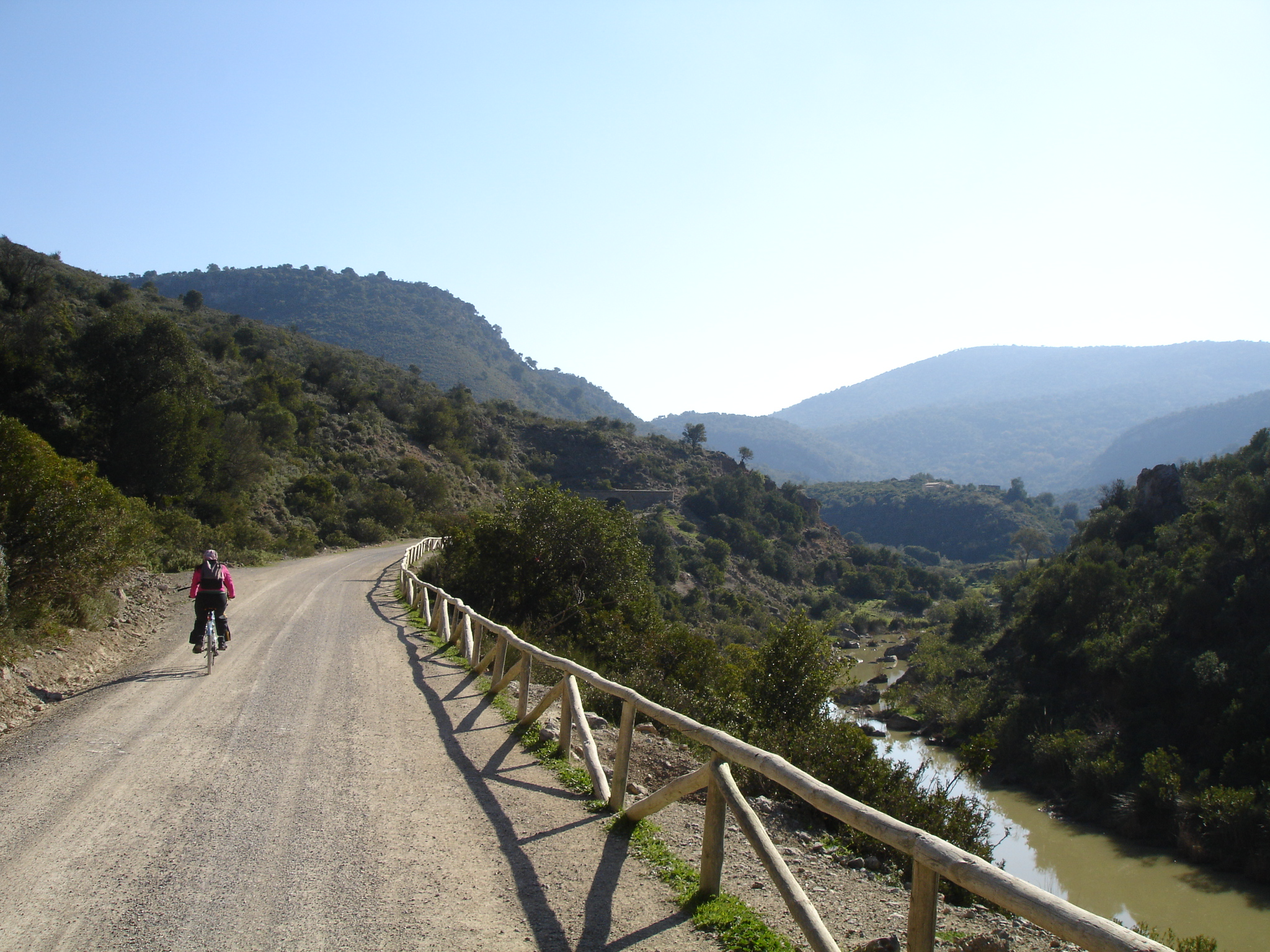
Vía Verde de la Sierra de Cádiz mit Río Guadalete

Der Río Guadalete ist ein Fluss in der spanischen Provinz Cádiz im Südwesten Andalusiens. Er entspringt in der Sierra de Grazalema und mündet nach 157 km bei El Puerto de Santa María in die Bucht von Cádiz.
Der Fluss stellte einst die Grenze zwischen dem maurischen und dem christlichen Spanien dar.

## Name
Das Hydronym Guadalete lautete im Arabischen Wādī Lakka arabisch وادي لكّى, DMG Wādī Lakka. Der emeritierte Lateinprofessor José A. Correa Rodríguez nimmt am, dass es am Zusammenfluss des Majaceite mit dem Guadalete eine Siedlung mit Namen Lacca gab, woraus er schließt, dass der Guadalete bereits in der Antike den Namen Lacca trug. Belegt ist dieses Toponym allerdings nur auf Scherben des Monte Testaccio, eines antiken Scherbenberges in Rom, mit Amphorenfragmenten vorwiegend aus der Baetica.
Siehe auch: Schlacht am Río Guadalete